# Hans Maier (remer)
Hans Maier   (Mannheim, 13 de juny de 1908 - Línia Mareth, 6 de març de 1943) fou un remer alemany que va competir durant les dècades de 1920 i 1930.
El 1928 va prendre part en els Jocs Olímpics d'Amsterdam, on quedà eliminat en sèries en la prova del vuit amb timoner del programa de rem. Quatre anys més tard, als Jocs de Los Angeles, va guanyar la medalla de plata en la competició del quatre sense timoner, formant equip amb Karl Aletter, Ernst Gaber i Walter Flinsch, mentre en la prova del quatre amb timoner quedà eliminat en sèries. El 1936, a Berlín, va disputar els seus tercers i darrers Jocs. En ells va guanyar la medalla d'or de la prova del quatre amb timoner del programa de rem. Formà equip amb Ernst Gaber, Walter Volle, Paul Söllner i Fritz Bauer
En el seu palmarès també destaquen nou campionats nacionals.
Morí en combat a Tunísia durant la Segona Guerra Mundial.